# Ricardo Marinheiro
Ricardo Paulo Reis Marinheiro (né le 5 novembre 1991 à Lisbonne) est un coureur cycliste portugais, spécialiste du VTT et du cyclo-cross.

## Palmarès en VTT

### Championnats d'Europe
- Anadia 2022
  -  Médaillé d'argent du cross-country eliminator

### Championnats du monde
- Canberra 2009
  -  Médaillé d'argent du cross-country juniors

### Championnats nationaux
- 2014
  - 3e du cross-country
- 2015
  - 3e du cross-country
- 2017
  - 3e du cross-country
- 2018
  -  Champion du Portugal de cross-country
- 2019
  -  Champion du Portugal de cross-country

## Palmarès en cyclo-cross
- 2013-2014
  - 3e du championnat du Portugal de cyclo-cross
- 2015-2016
  - 3e du championnat du Portugal de cyclo-cross
- 2016-2017
  -  Champion du Portugal de cyclo-cross

## Palmarès sur route
- 2013
  - Subida à Glória
- 2014
  - Subida à Glória
- 2015
  - Subida à Glória
- 2016
  - 2e de la Subida à Glória
- 2017
  - 3e de la Subida à Glória